# 지붕 위의 바이올린
지붕 위의 바이올린(Fiddler on the Roof)은 제리 보크가 음악을 맡고 쉘든 하닉이 작사하고 조셉 스타인이 책을 쓴 뮤지컬로 1905년경 러시아 제국 정착지의 창백한 지역을 배경으로 한다. 스토리는 아나테브카(Anatevka) 마을의 우유 배달원 테비에(Tevye)를 중심으로, 외부 영향이 가족의 삶을 잠식함에 따라 유대교의 종교적, 문화적 전통을 유지하려고 노력한다. 그는 사랑을 위해 결혼하려는 세 딸의 강한 의지에 대처해야 한다. 이들의 남편 선택은 테비에에게 점점 덜 입맛에 맞는다. 차르의 칙령은 결국 유대인들을 자신들의 마을에서 쫓아낸다.
1964년에 개장한 이 쇼의 오리지널 브로드웨이 프로덕션은 역사상 최초로 3,000회 공연을 돌파한 뮤지컬 극장이 되었다. 지붕 위의 바이올린은 그리스 (뮤지컬)가 공연을 능가할 때까지 거의 10년 동안 브로드웨이 뮤지컬 최장 공연 기록을 보유했다. 이 프로덕션은 매우 수익성이 높았으며 높은 평가를 받았다. 뮤지컬상, 음악상, 도서상, 연출상, 안무상 등 9개 토니상을 수상했다. 이 영화는 5번의 브로드웨이 부흥작과 1971년 영화 각색에 큰 성공을 거두었으며 지속적인 국제적 인기를 누리고 있다. 또한 학교 및 지역사회 제작물에서도 인기가 높았다.